# スコット・クィッグ
スコット・クィッグ（Scott Quigg、1988年10月9日 - ）は、イギリスの元プロボクサー、元キックボクサー。イングランド・ベリー出身。元WBA世界スーパーバンタム級レギュラー王者。

## 来歴
最初に習った格闘技はムエタイで、後にボクシングに転向した。
2007年4月21日、マンチェスターのジャービス・ピカデリー・ホテルでゲイリー・シェイルとバンタム級6回戦を行い、6回判定勝ちを収めデビュー戦を白星で飾った。
2010年5月29日、ベリーでアンドレイ・コスチンとスーパーバンタム級8回戦を行い、初回2分0秒TKO勝ちを収めた。
2010年9月25日、ベリーのキャッスル・レジャー・センターでサンティアゴ・アリオンとWBAインターコンチネンタルスーパーバンタム級王座決定戦を行い、3回2分3秒KO勝ちを収め王座獲得に成功した。
2011年10月22日、ボルトンのリーボック・スタジアムでBBBofC英国スーパーバンタム級王者ジェイソン・ブースと対戦し、ブースの7回終了時棄権により王座獲得に成功した。
2012年2月4日、ボルトンのリーボック・スタジアムでジェイミー・アーサーと対戦し、8回35秒TKO勝ちを収めBBBofC英国王座の初防衛に成功した。
2012年6月16日、マンチェスター・ベロドロームでレンドール・ムンローとWBA世界スーパーバンタム級暫定王座決定戦を行い、3回負傷判定で引き分けた為、王座獲得に失敗した
2012年11月24日、マンチェスター・アリーナでレンドール・ムンローとWBA世界スーパーバンタム級暫定王座決定戦で再戦し、6回2分37秒TKO勝ちを収め王座獲得に成功した。
2013年6月12日、WBO世界ライト級王者リッキー・バーンズの紹介でプロモーターのマッチルーム・スポーツと契約を交わした。
2013年9月5日、WBAがクィッグを暫定王者からレギュラー王者に昇格させ、同年8月10日に暫定王座を獲得していたネオマール・セルメニョをスーパーバンタム級1位にランクインさせた世界ランキングを公式サイトで発表した。これに伴い同月28日に予定されていたヨアンドリス・サリナスとの一戦は、WBA世界スーパーバンタム級レギュラー王座決定戦から、初防衛戦に変更となった。
2013年10月5日、O2アリーナにてWBA世界スーパーバンタム級2位のヨアンドリス・サリナス（キューバ）と対戦し、12回1-0（115-113、2者が114-114）の判定で引き分けたが、初防衛に成功した。
2013年11月23日、マンチェスター・アリーナでWBA世界スーパーバンタム級14位のディエゴ・オスカー・シルバと対戦し、2回1分41秒TKO勝ちを収め、2度目の防衛に成功した。
2014年2月20日、同年4月19日にマンチェスター・アリーナでWBA世界スーパーバンタム級暫定王者のネオマール・セルメニョと団体内王座統一戦を行うことが決定した。
2014年4月11日、ネオマール・セルメニョにイギリスへの入国ビザが下りなかった為、同月19日にマンチェスター・アリーナで行われる試合はチフィワ・ムンヤイとの対戦に変更となった。
2014年4月19日、マンチェスター・アリーナでWBA世界スーパーバンタム級9位のチフィワ・ムンヤイと対戦し、2回1分56秒TKO勝ちを収め、3度目の防衛に成功した。
2014年9月13日、マンチェスター・アリーナで元WBO世界バンタム級王者パウルス・アムブンダと対戦予定だったが、アムブンダがトレーング中に膝の筋肉を負傷して欠場となり、代わりにWBA世界スーパーバンタム級12位のシュテファーヌ・ジャモエと対戦し、3回1分13秒TKO勝ちを収め、4度目の防衛に成功した。
2014年11月22日、リヴァプールのエコー・アリーナ・リヴァプールにてネイサン・クレバリー対トニー・ベリューの前座でWBA世界スーパーバンタム級9位の大竹秀典と対戦し、12回3-0（2者が119-109、118-110）の判定勝ちを収め、5度目の防衛に成功した。元々は和氣慎吾と対戦予定だったが、和気がトレーニング中に足首を負傷したことで大竹との対戦が決まった。なお、クィッグはこの試合中に右拳の腱を負傷し手術を受けることになり、出場を予定していた翌年3月28日の試合を欠場した。
2015年7月18日、マンチェスター・アリーナで元IBF世界スーパーバンタム級王者でWBA世界スーパーバンタム級11位のキコ・マルチネスと対戦し、2回1分4秒TKO勝ちを収め、6度目の防衛に成功した。
2015年10月30日、WBA世界スーパーバンタム級スーパー王者のギレルモ・リゴンドウが休養王者となったため、クイッグはレギュラー王者から正規王者に認定された。
2016年2月27日、マンチェスター・アリーナでIBF世界スーパーバンタム級王者のカール・フランプトンと王座統一戦を行い、プロ初黒星となる12回1-2（2者が112-116、115-113）の判定負けを喫し王座統一に失敗、WBA王座は7度目の防衛、IBF王座の獲得に失敗した。
2016年12月10日、マンチェスター・アリーナでホセ・カイェターノとWBAインターナショナルフェザー級王座決定戦を行い、9回1分23秒TKO勝ちを収め王座獲得に成功した。
2017年4月29日、ウェンブリー・スタジアムでIBF世界フェザー級4位のビオレル・シミオンとIBF世界フェザー級挑戦者決定戦を行い、12回3-0（117-111×2、115-113）の判定勝ちを収めIBF王座への挑戦権獲得に成功した。
2017年11月4日、モンテカルロのカジノ・ド・モンテカルロ内サル・メディシンでWBA世界フェザー級4位のオレグ・イェフィモビッチとWBA世界フェザー級挑戦者決定戦を行い、6回50秒TKO勝ちを収めWBA王座への挑戦権獲得に成功した。
2018年3月10日、カリフォルニア州カーソンの スタブハブ・センター・テニスコートでWBO世界フェザー級王者のオスカル・バルデスと対戦し2階級制覇を目指す予定だったが、前日計量でクィッグがフェザー級の規定体重である126ポンドを2.8ポンド（1.27kg）体重超過の128.8ポンドを計測し、通常であれば再計量が行われる事例であったが、カリフォルニア州コミッションのルールにおいて、規定体重を2ポンド以上超過した場合には、既に限界まで減量をしている選手がさらに減量をすれば健康が危険に晒されるとの判断から、再計量は認められないと定められているため再計量は行われず、クィッグは計量失格となった。そのため、バルデス陣営とクィッグ陣営の間で交渉を行い、クィッグがファイトマネーとして受け取る10万ドル（約1000万円）から20％の罰金（約200万円）をバルデスとコミッションに支払うことで一旦は合意するが、バルデス陣営が出した試合当日の朝に再度計量を行い体重増を136ポンドまでに抑えるという条件をクィッグが拒否したことで紛糾、最終的にクィッグがさらに追加の罰金を払うことで試合当日の体重増を制限する条件は加えられないことで決着した。バルデスが勝てば王座防衛となるがクィッグが勝っても王座は空位となる条件で試合は行われ、試合時の体重がクィッグの142.2ポンドに対してバルデスが135.6ポンドと体重差が6.6ポンド（2.99kg）ある中で、クィッグが12回0-3（111-117×2、110-118）の判定負けを喫した。この試合でバルデスは顎を骨折して歯も折り、クィッグは鼻を骨折し、体重超過した理由を試合前から右足を疲労骨折していたからだとした。なお試合を放送したESPNは110万人の視聴者数を記録した。
2019年12月7日、ジョノ・キャロルと対戦が決定していたがクィッグが肘を怪我をして欠場した。
2020年3月7日、1年5ヶ月ぶりの試合をマンチェスター・アリーナでジョノ・キャロルと対戦し、11回にクィッグのコーナーに付いていたジョー・ギャラガーがタオルを投げ入れ試合を棄権し、TKO負けを喫した。
2020年3月11日、自身のInstagramで現役引退を表明した。

## 獲得タイトル
- WBAインターコンチネンタルスーパーバンタム級王座
- BBBofC英国スーパーバンタム級王座
- WBA世界スーパーバンタム級暫定王座（防衛0=レギュラー王座に認定）
- WBA世界スーパーバンタム級レギュラー王座（防衛6=正規王座に認定）
- WBA世界スーパーバンタム級王座（防衛0）
- WBAインターナショナルフェザー級王座